# Кузнецово (Липовское сельское поселение)
Кузнецово — деревня в Кирилловском районе Вологодской области.
Входит в состав Липовского сельского поселения, с точки зрения административно-территориального деления — в Липовский сельсовет.
Расстояние до районного центра Кириллова по автодороге — 20 км.
По переписи 2002 года население — 3 человека. По состоянию на 2012 год постоянного населения не имеет, летом живут дачники.
Расстояние до районного центра Кириллова по автодороге — 19 км, до центра муниципального образования Вогнемы по прямой — 2 км. Ближайшие населённые пункты — Степановская, Пачево, Большое Дивково, Вогнема, Амосово